# Tropidostoma
Tropidostoma es un género extinto de terápsido dicinodonto  que vivió durante el Pérmico Superior (Lopingiense) en Sudáfrica. El primer fósil de Tropidostoma fue descrito por Harry Govier Seeley en 1889. Más tarde se identificaron dos nuevas especies. Los fósiles de Tropidostoma se encuentran entre los fósiles guía de una biozona de la Cuenca del Karoo conocida como la Zona faunística de Tropidostoma. Esta biozona se caracteriza por la presencia de esta especie en asociación con otro tipo de dicinodonte, Endothiodon uniseries.

## Historia del descubrimiento
El primer material fósil de Tropidostoma fue encontrado durante una expedición de campo en la Formación Teekloof del Grupo Beaufort, la cual data del Pérmico Superior. Este material fue más tarde descrito por Harry Seeley (1889) en un estudio en el cual él describió a dos fósiles a los cuales denominó Dicynodon microtrema y Tropidostoma dunni. En 1915, varios años después de la muerte de Seeley, el paleontólogo Robert Broom, reexaminó el mismo material y descubrió que los fósiles en cuestión pertenecían a la misma especie. Esta especie única fue renombrada Tropidostoma microtrema. Algunos años después, el nombre T. microtrema fue cambiado a Tropidostoma dubium, y Tropidostoma dunni es ahora considerado como la especie tipo del género.

## Descripción
Se han observado dos variedades entre los especímenes referidos tanto a Tropidostoma dubium como a Tropidostoma dunni . En T. dubium hay dos morfos o variedades craneanas, siendo una de ellas robusta, con un hocico alto y grandes colmillos y otra más grácil, con un hocico bajo y colmillos pequeños o ausentes. Se considera que estas formas robustas y gráciles pueden representar dimorfismo sexual o variación individual.

## Clasificación
Tropidostoma es clasificado como un oudenodóntido y parte de un clado mayor de dicinodontes conocido como Bidentalia. Este clado se caracteriza colectivamente por su dentadura reducida, en la que solo permanecían los colmillos de los maxilares. No obstante, muchas especies de este grupo carecían también por completo de colmillos y sus fósiles solo muestran evidencia de sus picos cubiertos de queratina. Muchos de los fósiles de Tropidostoma recolectados anteriormente habían sido clasificados erróneamente como de otros géneros, tales como Oudenodon bainii debido a su notoria similitud. Adicionalmente, el fósil tipo del taxón Bulbasaurus phylloxyron fue considerado durante varios años como un espécimen de Tropidostoma.